# Harry Schädler
Harry Schädler (* 17. April 1967) ist ein ehemaliger liechtensteinischer Fussballspieler. Er spielte überwiegend auf der Position des Stürmers.

## Karriere
Als Junior des FC Triesenberg spielte er später für den FC Vaduz und FC Triesen.
Im Jahre 1987 wurde Schädler in Liechtenstein zum Fussballer des Jahres gewählt.
Er gehörte zum Kader des FC Vaduz, der 1992 als erste Liechtensteiner Fussballmannschaft an einem internationalen Wettbewerb teilnahm. Der FC Vaduz spielte in der Qualifikationsrunde zum Europapokal der Pokalsieger gegen Tschornomorez Odessa. Im Hinspiel am 19. August 1992 in Vaduz unterlag die Mannschaft gegen den Odessa 0:5. Im Rückspiel am 2. September 1992 unterlag Vaduz 1:7.
Schädler absolvierte 1996 zwei offizielle Länderspiele für die liechtensteinische Fussballnationalmannschaft.
In der Saison 1996/97 war Schädler Spielertrainer der 1. Mannschaft des FC Triesenberg.